# The Gordon Sisters Boxing
The Gordon Sisters Boxing ist ein Boxfilm aus dem Jahr 1901 der Edison Manufacturing Company. Der Film wurde am 27. April 1901 veröffentlicht. 

## Handlung
Vor einem Bühnenbild eines französischen Gartens boxen zwei Schwestern im weißen und im schwarzen Kleid um den Sieg.

## Hintergrundinformationen
Der Film ist einer der ersten Filme, die sich mit dem Thema Frauenboxen auseinandersetzen. 